# Neumünster
Neumünster é uma cidade da Alemanha localizada no estado de Schleswig-Holstein.
Neumünster é uma cidade independente (Kreisfreie Stadt) ou distrito urbano (Stadtkreis), ou seja, possui estatuto de distrito (Kreis).